# Trichosurus caninus
Il tricosuro canino (Trichosurus caninus Ogilby, 1836) è un marsupiale arboricolo della famiglia dei Falangeridi.

## Descrizione
Il tricosuro canino, lungo 50-70 cm, assomiglia a uno scoiattolo e ha una coda lunga 25-30 cm, prensile e nuda nella parte inferiore della punta. Il muso è appuntito e le orecchie piuttosto piccole e aguzze; il mantello è folto e scuro. È dotato di ghiandole odorifere situate sotto il mento, sul petto e nella regione anale.

## Biologia

### Comportamento
Arboricolo e di abitudini notturne, vive in coppie e si nutre in prevalenza di vegetali (soprattutto foglie e cortecce di eucalipto), ma non disdegna uova e animali di piccole dimensioni.

### Riproduzione
Le femmine sono poliestrali: ogni ciclo dura circa 26 giorni. Le nascite possono avvenire in qualsiasi momento dell'anno, ma nel Nuovo Galles del Sud l'87,5% delle nascite avviene tra febbraio e maggio, soprattutto in marzo e aprile. La gestazione dura circa 16 giorni, trascorsi i quali la femmina partorisce generalmente un unico piccolo, che trascorre i primi 6-7 mesi di vita nel marsupio. Lo svezzamento si verifica tra gli 8 e gli 11 mesi, tuttavia i piccoli rimangono con le madri per un periodo compreso tra i 18 e i 36 mesi. Le femmine raggiungono la maturità sessuale tra i 24 e i 36 mesi. In libertà, il trichoglossus comune può vivere fino a 17 anni.

## Distribuzione e habitat
Il tricosuro canino è endemico dell'Australia sud-orientale; il suo areale si estende lungo la regione costiera dal Queensland sud-orientale al Nuovo Galles del Sud meridionale. Vive nelle foreste, dal livello del mare fino a 1600 m di quota.